# José Rosi
José Rosi (Palma de Mallorca, 2 de noviembre de 1752 - Quezaltepeque, Provincia de San Salvador, 16 de octubre de 1823) fue un militar español, coronel que ejerció el cargo de alcalde ordinario de San Salvador, intendente interino de San Salvador (de 1802 a 1803), y comandante del escuadrón de dragones de San Salvador (a la vez que comandante de las milicias de esa ciudad); desempeñando este último en los años que sucedieron los movimientos independentistas de 1811 y 1814, y la independencia de España, manteniéndose leal al gobierno de turno. Sería uno de los firmantes del acta con la que la Provincia de San Salvador aceptó la independencia de España, el 21 de septiembre de 1821; y una de las personas que estarían a favor de la anexión al Primer Imperio mexicano (por esto último, sería removido de su cargo como comandante).

## Biografía
José Rosi, quien no debe ser confundido con José Justiniano Rosi y Rubí de Cervera (que fue alcalde mayor de Suchitepéquez); y a quien algunos autores (como Barón Castro, Rubio Sánchez, y Tarracena Arriola) han combinado, cuando en realidad son personajes completamente distintos. Nació en la ciudad de Palma de Mallorca, Baleares, el 2 de noviembre de 1752; siendo hijo de José Rosi (originario de Florencia, Italia) y de Antonia Rosa Corró (originaria de Pollenza, Italia). Su nombre completo era José Esteban Nicolás Andrés Buenaventura Rosi; y sería bautizado el 3 de noviembre de ese mismo año en la parroquia de San Nicolás.
El 6 de junio de 1766 dejaría su natal Mallorca para transitar por Europa para luego emigrar al continente americano en 1768, embarcandose en el puerto de Ferrol en la fragata la Tetis. Llegaría a Puerto Rico, donde esperaría dos meses debido a reparaciones de dicha embarcación; luego de lo cual llegaría al golfo dulce (Honduras), y pocos meses después se trasladaría a la ciudad de San Salvador, donde fijaría su residencia. El 9 de octubre de 1777, en la parroquia del entonces pueblo de Guazapa, contraería matrimonio con Josefa de Castro y Lara (española criolla, originaria de San Salvador, hija de Carlos de Castro y Elena de Lara, y hermana del presbítero Miguel José de Castro y Lara).
En un principio se dedicaría al comercio, y más adelante también se dedicaría a la carrera de las armas; a la vez que sería dueño de haciendas de añil. En 1790 se desempeñaría como alcalde ordinario de San Salvador; y en 1791 se vería beneficiado por las habilitaciones del montepío de cosecheros de añil. Posteriormente, sería nombrado subdelegado del partido o distrito de Ateos en la Intendencia de San Salvador. Para el año de 1798 era uno de los suscriptores de la Gazeta de Guatemala.
En 1802 sería nuevamente alcalde ordinario de San Salvador, y a la vez se haría cargo interinamente (durante ese año) del puesto de intendente de San Salvador. Durante su mandato, el 12 de febrero, tomó las disposiciones necesarias para aliviar un incendio en el barrio de ladinos de Zacatecoluca; asimismo, acaeció una nueva invasión de langosta, por lo que se utilizó todos los recursos que la intendencia tenía; por otro lado, se suscitó una polémica debido a que ordenó (basado en disposiciones antiguas) que durante los actos religiosos, los oficiales de las reales cajas se podían sentar en las bancas destinadas a los miembros del ayuntamiento.
En agosto de 1803 sería designado como capitán de una de las compañías del escuadrón de dragones de San Salvador. En 1806 obtendría el rango de teniente coronel y comandante de dicho escuadrón de dragones, a la vez que se lo nombraría como comandante de las milicias de dicha ciudad (liderando sobre los comandantes de los cuarteles fijo, y de banderas; y después de 1811 también sobre el de voluntarios de Fernando VII). Para el año de 1807, según informa el intendente Antonio Gutiérrez y Ulloa, en el partido de Opico tenía dos haciendas (Inocentes y San Pedro Mártir) y dos sitios (San Antonio, y Sitio del Niño).
En el año de 1810, ejercería nuevamente como alcalde ordinario de San Salvador; presidiendo el ayuntamiento que a principios de ese año tuvo que elegir un candidato para que se presentase (junto con los candidatos de los otros ayuntamientos) en Guatemala, donde se escogería al representante de la Capitanía General de Guatemala ante la Junta Suprema Central. El 12 de junio de ese año, junto con los demás miembros del ayuntamiento, juró lealtad al Consejo de Regencia; y posteriormente, el 22 de junio, se eligiría al diputado que representaría a la intendencia ante las Cortes de Cádiz.

### Su proceder ante el movimiento independentista de 1811
En 1811, alertaría al intendente Antonio Gutiérrez y Ulloa sobre la posibilidad de que se suscitase un movimiento en su contra. Más adelante, en la noche del 4 de noviembre de ese año, debido a la inquietud que había en la ciudad por el encarcelamiento del presbítero Manuel Aguilar, del llamado para dirigirse a Guatemala del sacerdotes Nicolás Aguilar y las sospechas de un intento de asesinato contra el cura y vicario de la ciudad José Matías Delgado; el intendente le ordenaría que movilizará las tropas ante cualquier eventualidad. Pero, desobedecería dicha orden, y se lo comunicaría a la población, por lo que en la mañana del día siguiente se desataría el Primer Movimiento Independentista.
En el cabildo abierto, acontecido el 5 de noviembre (por el comienzo del movimiento independentista), mantendría una actitud moderada, pero manteniendo su lealtad a las autoridades españolas; a la vez que rehusaría dar su cargo de comandante del escuadrón de dragones, cuando se lo solicitó el presbítero José Matías Delgado. Sin embargo, al final fue despojado de su puesto (al igual que los miembros del ayuntamiento; y al día siguiente, en otro cabildo abierto, también lo sería el intendente Gutiérrez y Ulloa), y en su lugar se nombró al capitán José Rafael de Aguilar.
En la mañana de ese mismo día que inició el movimiento, el en ese momento alcalde primero Manuel Morales ordenó que todos los peninsulares fueran llevados a prisión; pero, debido al abogado Juan Miguel de Bustamante, se decidió que fueran encerrados en los conventos; en donde, en uno de ellos, estaría Rosi durante el gobierno del intendente José Mariano Batres (que fue designado por el cabildo abierto del 6 de noviembre).
El 3 de diciembre de 1811, llegaría a esa ciudad José Alejandro de Aycinena, quien fue designado por el gobierno Guatemalteco cono intendente interino de San Salvador; siendo Rosi restituido en su cargo de comandante del escuadrón de dragones y de las milicias de San Salvador, aunque no estuvo presente al momento de presentarse las tropas al nuevo intendente debido a las enfermedades que padecía (delegando dicha responsabilidad en el sargento mayor Millan Bustos).

### Sucesos posteriores
El día 8 de octubre de 1812 se realizó la jura de la Constitución de Cádiz; pero tuvo que delegar la comandancia del escuadrón en el sargento mayor Bustos debido a su estado de salud. En 1813, el escríbano Agustín Cisneros le otorgó el título de propiedad de la extensa hacienda Estamecayo (posteriormente llamada El Playón, ubicada en la jurisdicción municipal de Quezaltepeque en el entonces partido o distrito de Opico).
El 21 de enero de 1814, el cabo de dragones Pedro Pablo Colorado le informó acerca de que se estaba planificando una nueva sublevación. Dicha información hace que el intendente José María Peinado ordene, el 24 de enero, el apresamiento de varios funcionarios del ayuntamiento; la inquietud generada por ello, suscitó que en la noche de ese día comenzase el segundo movimiento independentista; en la que mantuvo su lealtad al intendente Peinado. El 27 de enero se produciría un amotinamiento de la población que tomaría el barrio La Vega; por lo que Rosi conduciría a las tropas para atacar y desalojar a los manifestantes.
Debido a su actuación en los sucesos del segundo movimiento independentista; el jefe político superior y capitán general de Guatemala José de Bustamante, en su informe sobre dichos acontecimientos del 18 de mayo de 1814, solicitó al gobierno español para que lo tengan en cuenta para algún cargo político; pero en su lugar obtendría el rango de coronel. Ese año también se nombró al coronel y comandante de artillería de Guatemala José Méndez de Quiroga como comandante de las milicias, quedándole a Rosi únicamente la comandancia de dragones; pero cuando Quiroga asumió interinamente el cargo de intendente (luego de la destitución de Peinado), Rosi volvería asumir la comandancia de las milicias de la ciudad. El 20 de junio de 1820 dejaría de ser socio del montepío de cosecheros de añil de la provincia.
El 21 de septiembre de 1821, junto con los demás líderes políticos, militares y religiosos de San Salvador, aceptó la independencia de España, y fue uno de los firmantes del acta de independencia de dicha ciudad.
El 27 de septiembre de 1821, en un cabildo extraordinario, el síndico Francisco Ignació Urrutia pidió a los demás miembros que separaran a Rosi y al teniente coronel Millan Bustos de la comandancia de las armas (esto como un intento de la facción republicana, de separar de los mandos militares a las personas que estaban en contra de la independencia y a favor de la anexión a México). Pero el intendente jefe político Pedro Barriere, consideró que no había motivo para llevar dicha acción; por lo que continuó desempeñando esa función.
El 30 de septiembre se iba a proceder a la elección de los miembros de la diputación provincial (que se iba a constituir como junta gubernativa subalterna), pero en su lugar el intendente le ordenó a Rosi y a Bustos (al igual que a Guillermo de Castro, comandante del cuerpo de voluntarios) que movilizaran las tropas para detener a los de la facción opuesta (Manuel José Arce, Juan Manuel Rodríguez, etc). Por lo que en los días siguientes se enviaron tres cartas (del Intendente Barriere, de Manuel Delgado, y de Rosi) explicando lo sucedido; a lo que luego se le sumó carta de otras poblaciones de la provincia.
El gobierno de Guatemala decidió nombrar a José Matías Delgado como nuevo intendente jefe político; el cual al llegar a San Salvador, dictó varias medidas para arreglar la situación, una de las cuales fue la de destituir a Rosi como comandante del escuadrón de dragones y de las milicias, y en su lugar nombrar a Justo Milla.
Se quedaría a residir en la provincia de San Salvador, donde daría su apoyo a a las tropas mexicanas y guatemaltecas que buscaban anexar la provincia al Primer Imperio Mexicano. Sería asesinado en su hacienda Estamecayo (en Quezaltepeque) el 16 de octubre de 1823.